# Ергодична теорема
Ергодична теорема або теорема ергодичності (англ. ergodic theorem) — у ізольованій системі середні значення по часові дорівнюють середнім значенням мікроканонічного ансамблю.
Широко використовується при описі хімічних процесів методами статистичної фізики.